# Hans Bockkom
Hans Bockkom (né le 22 octobre 1907 à Düsseldorf et mort le 10 juin 1981 à Riverhead) est un coureur cycliste néerlandais. Professionnel entre 1928 et 1932, il a été champion des Pays-Bas sur route en 1928 et 1929. En 1927, il fait partie de l'équipe des Pays-Bas lors du championnat du monde sur route amateur et en prend la quatorzième place.

## Palmarès
- 1927
  - 2e du championnat des Pays-Bas sur route amateur
- 1928
  -  Champion des Pays-Bas sur route
- 1929
  -  Champion des Pays-Bas sur route